# Roger Liebi
Roger Liebi, né le 4 septembre 1958, est un théologien évangélique suisse de tendance darbyste et créationniste. 

## Biographie
Titulaire d’un doctorat en théologie, spécialiste en langues bibliques (grec ancien, hébreu, araméen, akkadien), il a travaillé sur différents projets de traduction de la Bible[Lequel ?]. De 2004 à 2011, il a enseigné l’archéologie sur Israël et le Moyen-Orient, en tant que professeur universitaire. Il est surtout connu dans plusieurs pays pour ses conférences et ses ouvrages principalement axés sur le créationnisme et l’eschatologie.
Roger Liebi est aussi diplômé en musique (violon, piano) au conservatoire supérieur de Zurich.